# باز هم عصبانی
«باز هم عصبانی» (انگلیسی: Angry Again) ترانه‌ای از گروه موسیقی ترش متال آمریکایی مگادث است که در سال ۱۹۹۳ منتشر شد و توسط دیو ماستین، خواننده گروه، نوشته شده است. این ترانه به‌طور اختصاصی برای گنجاندن در فیلم اکشن آخرین قهرمان اکشن (۱۹۹۳) نوشته شده بود. این قطعه در آلبوم موسیقی فیلم نیز قرار گرفت. «باز هم عصبانی» هرگز در هیچ‌یک از آلبوم‌های استودیویی رسمی گروه قرار نگرفت، اما در ئی‌پی ۱۹۹۵ گروه به نام گنجینه‌های پنهان و چندین مجموعه بعدی گنجانده شد.
این ترانه از نظر تجاری موفق بود، وارد جدول فروش شد و نقدهای مثبتی دریافت کرد. همچنین نامزد جایزه جایزه گرمی برای بهترین اجرای متال در سال ۱۹۹۳ شد که این چهارمین نامزدی متوالی گروه در این دسته بود. این ترانه به یکی از قطعات محبوب در میان طرفداران تبدیل شد و همچنان به‌طور نیمه‌منظم در کنسرت‌ها اجرا می‌شود.

## ساخت
دیو ماستین، «باز هم عصبانی» را در یک روز نوشت. او اشعار این ترانه را در حالی که نیمه‌خواب بود و به ملودی آهنگ «بمانم یا بروم؟» از گروه کلش گوش می‌داد، به رشته تحریر درآورد. این ترانه در ابتدا در طول تور کنسرتی برای آلبوم شمارش معکوس برای انقراض ضبط شد، اما در آلبوم اصلی گنجانده نشد. ماستین هنگام نوشتن این ترانه از گروهش، برگزارکنندگان کنسرت‌ها و بخش‌های مختلف سازمان ناراضی بود و با مشکلات مصرف مواد مخدر نیز دست‌وپنجه نرم می‌کرد. اوج استرس و مشکلاتش او را به خلق این قطعه سوق داد که به‌درستی «باز هم عصبانی» نام گرفت. به گفته ماستین، این آهنگ در لحظه‌ای ناگهانی خلق شد: «من 'باز هم عصبانی' را درست پس از خروج از یک مرکز بازپروری در آریزونا نوشتم. آن‌ها یکی از آن مداخله‌های شاد دهه ۹۰ را انجام داده بودند که در آن همه کسانی که هوشیارند، انگشت اتهام را به سمت افرادی که نیستند، نشانه می‌روند. روزی که از بازپروری بیرون آمدم، مرا به استودیویی در فینیکس بردند و آنجا 'باز هم عصبانی' را برای فیلم آخرین قهرمان اکشن نوشتم.»
«باز هم عصبانی» برای گنجانده شدن در فیلم آخرین قهرمان اکشن نوشته شد که انتظار می‌رفت یک فیلم پرفروش باشد. این فیلم پس از موفقیت فیلم قبلی آرنولد شوارتزنگر، نابودگر ۲: روز داوری، ساخته شده بود. با این حال، فیلم در اکران سینمایی خود با شکست مالی بزرگی مواجه شد. اگرچه این فیلم مورد انتقاد چندین منتقد قرار گرفت، اما چند سال بعد به یک اثر کلاسیک دارای هواداران سرسخت تبدیل شد.
با وجود شکست مالی فیلم، موسیقی متن آن بسیار موفق بود و شامل آهنگ‌های محبوبی مانند «تفنگ بزرگ» از گروه ای‌سی/دی‌سی بود که در جدول هات مین‌استریم راک تراکس به رتبه اول رسید. آهنگ‌های دیگری مانند «چه بلایی سرم آوردم؟» از آلیس این چینز و قطعاتی از گروه‌های انترکس، ایروسمیث، باکت‌هد، کوئینزرایک و دف لپارد نیز در این مجموعه حضور داشتند. «باز هم عصبانی» نیز در جدول هات مین‌استریم راک تراکس به رتبه هجدهم رسید و از نظر نقد و بررسی، بهترین آهنگ این آلبوم شناخته شد.

## بازخورد
آلبوم موسیقی متن آخرین قهرمان اکشن نقدهای مثبتی دریافت کرد و «باز هم عصبانی» نامزد جایزه جایزه گرمی برای بهترین اجرای متال شد. این چهارمین نامزدی پیاپی گروه مگادث بود. این ترانه در رقابت با «ترس از تاریکی» از آیرن میدن، «نهادینه‌شده» از سویسایدال تندنسیز و «بوسه رعد» از وایت زامبی قرار داشت، اما جایزه به آهنگ «نمی‌خواهم دنیا را تغییر دهم» از آزی آزبورن رسید. مگادث پس از آن دو بار دیگر به‌صورت پیاپی و در مجموع پنج بار دیگر نامزد این جایزه شد و همراه با متالیکا، به‌عنوان پرنامزدترین گروه در این دسته شناخته می‌شود.
این ترانه در دهه ۱۹۹۰ به یکی از قطعات ثابت اجراهای زنده مگادث تبدیل شد و در ئی‌پی سال ۱۹۹۵ با عنوان گنجینه‌های پنهان منتشر شد که در جدول بیلبورد ۲۰۰ به رتبه نود رسید و شامل دو آهنگ دیگر از مگادث بود که نامزد گرمی شده بودند. «باز هم عصبانی» در میان طرفداران مگادث محبوبیت زیادی پیدا کرد و به یکی از آهنگ‌های موردعلاقه هواداران تبدیل شد. این آهنگ در آلبوم بهترین هیت‌ها: بازگشت به آغاز در سال ۲۰۰۵ حضور داشت و در رای‌گیری طرفداران برای انتخاب آهنگ‌های این آلبوم، رتبه پنجم را کسب کرد و از آهنگ‌های شناخته‌شده‌تری مانند «آشیانه ۱۸» و «سمفونی تخریب» پیشی گرفت. این قطعه همچنین در مجموعه‌های دیگری مانند آن یک شب: زنده در بوئنوس آیرس، زره‌خانه مگادث، مجموعه: جهان را به آتش بکش و صندوق جنگ منتشر شد. این آهنگ همچنان در اجراهای زنده نواخته می‌شود و به دلیل اجرای خاص ماستین، به‌عنوان یکی از قطعات با اجرای نیمه‌منظم در کنسرت مورد تحسین است.

## موزیک ویدئو
«باز هم عصبانی» با موزیک ویدئویی همراه بود که توسط وین ایشام کارگردانی شد. او پیش‌تر ویدئوهای دیگری از مگادث مانند «قطار پیامدها»، «به‌شدت عصبی»، «۹۹ راه برای مرگ» و «سمفونی ویرانی» را کارگردانی کرده بود. این ویدئو که به‌طور گسترده در شبکه ام‌تی‌وی پخش شد، شامل تصاویری مه‌آلود و اتمسفریک از اعضای گروه بود و با صحنه‌هایی از فیلم آخرین قهرمان اکشن تلفیق شده بود. این ویدئو به تبلیغ آهنگ، گروه و فیلم کمک کرد.

## عوامل
- دیو ماستین – خواننده، گیتار ریتم
- مارتی فریدمن – گیتار لید
- دیوید الفسن – بیس
- نیک منزا – درامز